# Tatort: Nachtgeflüster
Nachtgeflüster ist ein Fernsehfilm aus der Krimireihe Tatort. Der vom Westdeutschen Rundfunk unter der Regie von Torsten C. Fischer produzierte Beitrag wurde am 7. Oktober 2007 im Ersten Programm der ARD erstmals ausgestrahlt. Es ist der 37. Fall des Kölner Ermittler-Teams Max Ballauf und Freddy Schenk und die 675. Tatortfolge. Die tragenden Gastrollen sind mit Claudia Michelsen, Oliver Bröcker und Annika Kuhl besetzt.

## Handlung
In einem Auto unter einer Brücke wurde der Polizeiobermeister Martin Krauss erschossen aufgefunden. Die Kriminalhauptkommissare Ballauf und Schenk sehen sich in dessen Wohnung um, in der er offensichtlich allein lebte, obwohl an der Haustür „Familie Krauss“ zu lesen ist. Die Befragung der Kollegen des Streifenpolizisten ergibt, dass er seit einem halben Jahr getrennt lebte und mit seiner Kollegin, Polizeimeisterin Rita Anspann, liiert war. Allerdings stand auch diese Beziehung bereits kurz vor ihrem Ende. Auch hatte er offensichtlich finanzielle Probleme und war dem Alkohol recht zugetan. Umstände, die stark für einen Selbstmord sprechen.
Unerwartet meldet sich ein unbekannter Anrufer in einer Telefon-Talkradio-Sendung und behauptet, den Polizisten erschossen zu haben. Er gibt an, er habe nur wissen wollen, wie es sei, jemanden umzubringen, und habe nun Angst es erneut zu tun. Ballauf und Schenk lassen sich vom Radiosender den Bandmitschnitt geben und sprechen mit der Moderatorin Melissa Morgenstern. Mit ihr vereinbaren sie, dem mutmaßlichen Mörder die Chance zu geben, sich wieder zu melden. Dies geschieht bereits in der nächsten Sendung, bei der auch Ballauf und Schenk im Sender anwesend sind. Melissa versucht Details zu erfahren, was der Anrufer ablehnt. Dafür schickt er ihr einen Briefumschlag mit einem Schlüssel. Als die Beamten das dazugehörende Schließfach am Bahnhof öffnen, finden sie darin die Tatwaffe, die ganz offensichtlich die Dienstwaffe des Opfers ist.
Die Ermittlungen ergeben, dass das Opfer sich Geld bei Hakan Simsek geliehen hatte, der bei der Polizei in Verbindung mit illegalem Glücksspiel aktenkundig ist. Rita Anspann bestätigt, dass Krauss von Simsek in eine Schuldenfalle gelockt worden sei, was zu Simseks Festnahme führt. Er bestreitet jedoch, ein Mörder zu sein, und besteht darauf, Krauss nicht umgebracht zu haben.
Die Ermittler finden aber auch heraus, dass Krauss kurz vor seinem Tod in der Radiosendung angerufen und dabei sehr verzweifelt geklungen hatte. Spuren in der Tiefgarage des Studios lassen darauf schließen, dass Krauss tatsächlich Selbstmord begangen hat. Demzufolge muss ihn jemand von dort an den Fundort unter der Brücke verbracht haben, um es nach Mord aussehen zu lassen. Den Ermittlern gibt das Rätsel auf, zumal sich der anonyme Anrufer wieder in Melissas Radiosendung meldet und angibt, „es wieder getan“ zu haben. Ein Hinweis führt zu Hendrik Fuchs, einem Mitarbeiter des Radiosenders, der seine Kollegin Melissa Morgenstern heimlich verehrt. Bei der Suche nach ihm stoßen Ballauf und Schenk auf ein kleines Privatstudio, aber auch auf Melissas schwer verletzte Kollegin Claudia. Nun ist klar, dass der letzte Anruf ernst genommen werden muss und die Kommissare sich um die Sicherheit der Moderatorin Sorgen machen müssen. Ehe es ihnen gelingt, Melissa Morgenstern zu informieren, hat Fuchs sie bereits in seine Gewalt gebracht. Er droht damit, sich zusammen mit der Moderatorin vom Dach des Studiogebäudes zu stürzen. Während Schenk den aufgeregten Mann in ein Gespräch verwickelt, gelingt es Ballauf, die Situation zu entschärfen. Fuchs wird festgenommen, und Melissas Kollegin Claudia eröffnet den Kommissaren, dass es ihre Idee gewesen sei, Krauss’ Leiche wegzuschaffen, und sie danach Hendrik Fuchs überredet habe, die Anrufe zu tätigen. Dabei habe sie nicht geahnt, dass dieser krankhaft auf Melissa fixiert sei und die Aktion dadurch eine Eigendynamik entwickelt habe, die Fuchs beinahe tatsächlich zum Mörder werden ließ.

## Produktion und Hintergrund
Der Film wurde vom 25. Oktober bis zum 25. November 2005 unter dem Arbeitstitel Dreh dich nicht um in Köln und Umgebung gedreht. Dabei entstanden die Außenaufnahmen des Studiogebäudes am DLF-Funkhaus in Köln.
In der Schlussszene überraschen Ballaufs Arbeitskollegen ihn mit einer Party zu seinem zehnjährigen Dienstjubiläum, auf dem Lissy Pütz, die ehemalige Assistentin der Kommissare, ihm zu Ehren singt. Die Folge endet diesmal nicht – wie sonst meist üblich – an der Imbissbude.

## Rezeption

### Einschaltquoten
7,69 Millionen Zuschauer sahen die Folge Nachtgeflüster am 7. Oktober 2007 bei ihrer Erstausstrahlung in Deutschland, was einem Marktanteil von 21,5 Prozent entsprach.

### Kritik
Rainer Tittelbach konzentriert sich bei diesem Tatort auf die zurückliegenden zehn Jahre und schreibt bei tittelbach.tv: „Vor zehn Jahren holte der WDR den 'Tatort' nach Köln und kreierte das Ermittler-Duo Ballauf/Schenk. Klaus J. Behrendt und Dietmar Bär streiften sich ihre Kommissarsrollen so authentisch über, dass man Rolle und Schauspieler oft nur schwer unterscheiden konnte. Nach drei Jahren und zehn ausnehmend guten Filmen waren sie zu Recht die Nummer 1 des ARD-Krimiflaggschiffs… 'Nachtgeflüster' ist ein gelungener Jubiläums-'Tatort'.“
Die Kritiker der Fernsehzeitschrift TV Spielfilm befinden: „Origineller Fall, gut gelaunte Ermittler.“

### Trivia
Freddy Schenk fährt einen ca. 20 Jahre alten US-amerikanischen Oberklassewagen, Cadillac Sedan DeVille (6. Generation, 1985–88) mit dem Kennzeichen K-S 9.